# Remollon
Remollon ist eine französische Gemeinde im Département Hautes-Alpes in der Region Provence-Alpes-Côte d’Azur. Sie gehört zum Arrondissement Gap und zum Kanton Chorges. 

## Geographie
Die Gemeinde liegt im Tal der Durance. Sie grenzt im Norden an Saint-Étienne-le-Laus, im Osten an Théus, im Südosten an Rochebrune, im Südwesten an Piégut und im Westen an Valserres.

## Bevölkerungsentwicklung

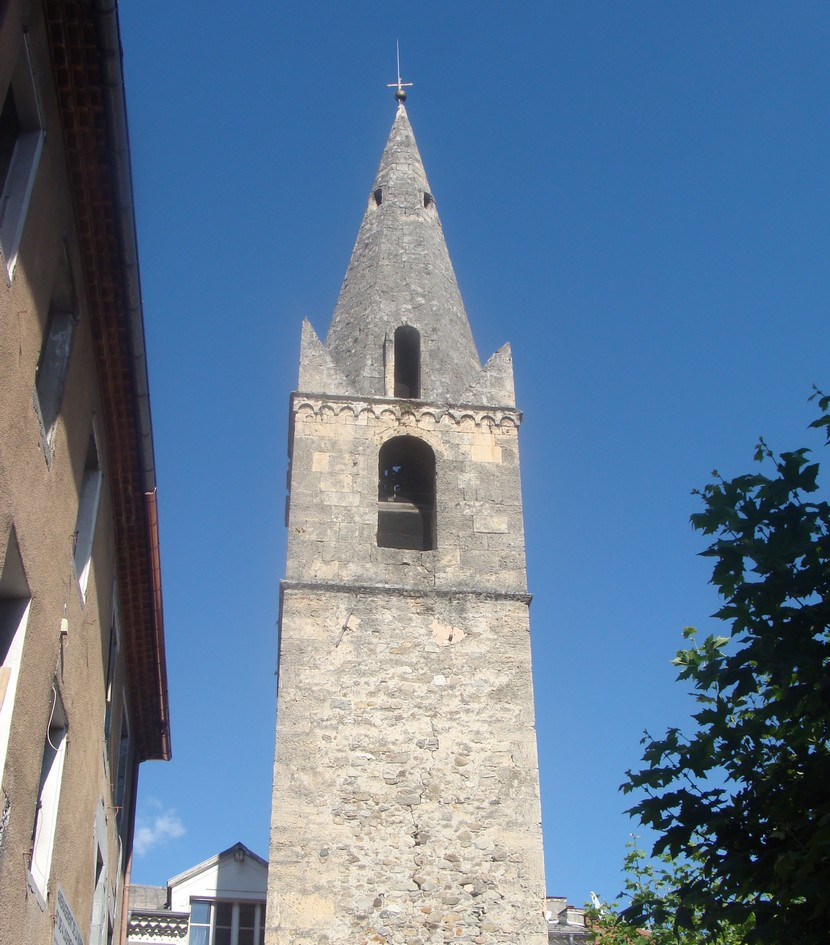
Glockenturm der Kirche Saint-Sébastien

| Jahr      | 1962 | 1968 | 1975 | 1982 | 1990 | 1999 | 2008 | 2018 |
| --------- | ---- | ---- | ---- | ---- | ---- | ---- | ---- | ---- |
| Einwohner | 399  | 295  | 259  | 278  | 332  | 398  | 425  | 447  |